# هاد (فلم)
هاد (بالإنجليزية: Hud) هو فيلم دراما-وسترن تم إنتاجه في الولايات المتحدة وصدر في سنة 1963، وهو من إخراج مارتن ريت ومن بطولة بول نيومان وملفين دوغلاس وباتريسيا نيل. تم إنتاجه من قبل شركة ريت ونيومان المؤسسة حديثا، سالم للإنتاج، وكان أول فيلم لهم مع بارامونت بيكتشرز. تم تصوير الفيلم على الموقع في تكساس بانهاندل وكلود، تكساس. كتب السيناريو من قبل إيرفينغ رافيتش وهارييت فرانك الابن واقتبس من رواية لاري مكمورتي من عام1961، بعنوان Horseman, pass by. كانت شخصية العنوان، هاد بانون، شخصية صغيرة في السيناريو الأصلي ولكن تم إعادة صياغتها لتمثل الدور الرئيسي. كانت شخصية هاد تصنف كبطل مضاد، فوصف الفيلم لاحقا بأنه وسترن تنقيحي.
يركز الفيلم على الصراع الدائر بين هومر بانون الأب ذو المبادئ وابنه هاد عديم الضمير والمتغطرس، وذلك خلال تفشي مرض الحمى القلاعية الذي يهدد ماشية الأسرة. تعلق لوني (حفيدة هومر وابنة أخ هاد) في الصراع بينهما، وتضطر للاختيار إلى من تنحاز ببنهما.
عرض الفيلم أول مرة في مهرجان البندقية السينمائي الدولي، وحقق نجاحا بين النقاد والجمهور. وقد رشح لسبع جوائز أوسكار وفاز بثلاث؛ فازت باتريشيا نيل جائزة أفضل ممثلة، وفاز ملفين دوغلاس بأفضل ممثل مساعد وجيمس وونغ هاو بجائزة الأوسكار لأفضل تصوير سينمائي أبيض وأسود. استخدام هاو التباين لخلق مساحة وأشاد النقاد باختياره بالتصوير بالأسود والأبيض. تلقى الفيلم ثناءا إضافيا في تقييمات لاحقة.

## بطولة
- بول نيومان
- باتريسيا نيل

### ترشيحات وجوائز
| السنة | الحدث | الفئة             | النتيجة  |
| ----- | ----- | ----------------- | -------- |
|       |       | أوسكار أحسن ممثلة | فـــــوز |

## الميزانية والإيرادات
بلغت تكلفة إنتاج الفيلم حوالي 2.5 مليون دولار بينما حقق أرباحا تقدر بـ 10,000,000 دولار.

## وصلات خارجية
- مقالات تستعمل روابط فنية بلا صلة مع ويكي بيانات